# Тодоров, Цено
Цено Тодоров (болг. Цено Тодоров; 20 марта 1877, Враца, Османская Болгария — 20 ноября 1953, София) — болгарский художник-портретист, педагог, профессор Академии художеств Болгарии, один из зачинателей профессиональной школы болгарской живописи.

## Биография
Цено Тодоров родился в городе Враца, на северо-западе Болгарии, 20 марта 1877 года. Его младенчество совпало с развёртыванием русско-турецкой войны и уже через несколько месяцев после его рождения за город Враца шли бои.
Поступил (в 1896) и прошёл обучение в числе первых выпускников Государственной школы рисунка (ныне — Болгарской Академии художеств) в Софии. Его наставниками были профессора Иван Мырквичка (1856—1938) и Антон Митов (1862—1930). Далее молодой художник совершенствуется в изобразительном искусстве во Франции (1901—1907), в Национальной школе изящных искусств (Париж) в классе Леона Бонна и в Академии Жюлиана. В 1908 году Тодоров предпринимает путешествие по Египту и Палестине, где работал над пейзажами, повлиявшими на развитие пленэрной живописи в Болгарии.
По возвращении, в 1910 году Цено Тодоров становится преподавателем в Школе рисунка (переименованной в Художественно-индустриальное училище, а в 1921 году реорганизованную в Академию). В 1930 году Ц. Тодоров стал ректором Академии. Среди его учеников были живописцы Златю Бояджиев (1903—1976) и Васил Стоилов (болг.) (1904—1990), Преслав Кыршовски (болг.) (1905—2003); график и искусствовед Васил Захариев (1895—1971) и другие.
Цено Тодоров добился максимальных успехов в жанре портрета, хотя обращался и к пейзажам, и к натюрмортам; занимался скульптурой. Он разработал в портретной живописи собственный, реалистический метод, опирающийся на тщательно продуманное использование цвета.
Кредо художника Цено Тодоров сформулировал так: 

Целостность картины всегда лежит в глубине живописной разработки .Оригинальный текст (болг.)Една живопис опростена е винаги живопис дълбока.

За 40 лет творческого пути он экспонировал работы на выставках в Риме (1911), Берлине (1916), Вене (1922), Праге (1926), Нью-Йорке (1931), Москве (1951). В 1952 году он делает большую совместную выставку с Владимиром Димитровым-Майсторой, Стефаном Иванововым (болг.) и своим земляком Андреем Николовым (по этой выставке изданы две книги). Цено Тодоров был удостоен звания Народный художник Болгарии и Почётный гражданин Софии, стал лауреатом Димитровской премии.

## Изображения в сети
- Базар, 1914. Холст, масло 42 × 56 см. Городская художественная галерея – Пловдив
- Портрет девушки Холст, масло 73 × 61 см. Художественная галерея "Петко Задгорски", Бургас
- Натюрморт. Чаша с персиками Холст, масло, 21 × 28 см. Частная коллекция